# شهرستان دیوی (اکلاهما)
شهرستان دووی، اکلاهما (به انگلیسی: Dewey County, Oklahoma) شهرستانی در ایالات متحده آمریکا است که در اکلاهما واقع شده‌است.

## خصوصیات
شهرستان دووی ۲٬۶۱۱ کیلومترمربع مساحت دارد.